# Soldat des brumes
Soldat des brumes (titre original : Soldier of the Mist) est un roman de Gene Wolfe publié en 1986. Il reçoit le prix Locus du meilleur roman de fantasy en 1987. Il est le premier tome d'une trilogie intitulée Soldat des brumes.

## Résumé
Le héros, Latro, est un soldat mercenaire qui a servi dans l'armée perse de Xerxès en Grèce pendant la Seconde guerre médique. À la suite d'une blessure, il souffre d'amnésie antérograde et perd la mémoire à chaque nuit de sommeil : pour ne pas perdre toute trace de son passé, il note tout ce qui lui arrive sur un rouleau (qui constitue le récit). Par un effet secondaire, il est devenu capable de voir les êtres surnaturels, dieux, fantômes et autre créatures habituellement invisibles pour les mortels.

## Éditions
- Soldier of the Mist, Tor Books, 1986  (ISBN 0312937342)
- Soldat des brumes, Denoël, coll. « Présence du futur » no 460, avril 1988, trad. William Olivier Desmond, 384 p.  (ISBN 2207304604)
- Soldat des brumes, in volume Soldat des brumes - L'Intégrale 1/2, 23 février 2012, trad. William Olivier Desmond révisée par Patrick Marcel, Denoël, coll. « Lunes d'encre », 800 p.  (ISBN 978-2207260463)

## Soldat des brumes
- Soldat des brumes
- Soldat d'Aretê
- Soldat de Sidon